# Comité Intergubernamental sobre Propiedad Intelectual y Recursos Genéticos, Conocimientos Tradicionales y Folclore
El Comité Intergubernamental sobre Propiedad Intelectual y Recursos Genéticos, Conocimientos Tradicionales y Folclore (abreviado como CIG) es un comité interno de la Organización Mundial de la Propiedad Intelectual (OMPI) a cargo de negociar uno o varios instrumentos jurídicos internacionales (tratados) en materia de propiedad intelectual para proteger los  conocimientos tradicionales, las expresiones culturales tradicionales y los recursos genéticos, cerrando así las brechas existentes en el derecho internacional. El CIG es convocado en Ginebra por la Organización Mundial de la Propiedad Intelectual (OMPI) y se reúne periódicamente desde 2001.
Sobre la base de parte del trabajo del CIG, en mayo de 2024, se celebró una Conferencia Diplomática donde se adoptó un nuevo tratado de Propiedad Intelectual, Recursos Genéticos y Conocimientos Tradicionales Asociados a los Recursos Genéticos.

## Trabajo preparatorio del comité
El CIG convoca un panel indígena en cada reunión y ha creado el Fondo de la OMPI de Contribuciones Voluntarias para que los Estados miembros financien la participación activa de las comunidades indígenas y las partes interesadas de la sociedad civil.
Se han publicado varios documentos para guiar los trabajos del CIG, incluida una serie denominada Breves reseña, así como directrices y otros documentos informativos.
El CIG también ha elaborado proyectos de instrumentos jurídicos internacionales sobre conocimientos tradicionales, expresiones culturales tradicionales y recursos genéticos.

## Historia y mandato
El CIG fue establecido en 2001 por la Asamblea General de la OMPI, que revisa, actualiza y amplía el mandato del CIG cada dos años en las reuniones de septiembre de la Asamblea.
El CIG tuvo una primera crisis diplomática en 2003, cuando "la enormidad de su tarea se estaba volviendo más clara, al igual que el abismo en las expectativas entre los estados en cuanto al propósito general del CIG y los resultados previstos". La crisis duró hasta 2009, cuando la Asamblea de la OMPI "acordó un mandato mucho más reforzado" para el CIG, pidiéndole que redactara un instrumento jurídico para la convocación de una conferencia diplomática para adoptar uno o varios tratados.
Desde 2010, el mandato del CIG se ha mantenido prácticamente sin cambios: concluir un texto consensuado que colme las brechas entre los numerosos instrumentos jurídicos internacionales existentes que aseguren la protección eficaz y equilibrada de los recursos genéticos (RR.GG.), los conocimientos tradicionales (CC.TT.) y las expresiones culturales tradicionales (ECT).
Las negociaciones del CIG fueron suspendidas en 2020 debido a la Pandemia de COVID-19 y se reanudaron en 2022. Ese mismo año, el CIG acordó pasar a los siguientes pasos de la negociación del tratado y la OMPI acordó convocar una conferencia diplomática antes de 2024 para considerar el proyecto de tratado en el que el Comité había estado trabajando.

## Propuesta de instrumento jurídico internacional
Durante mayo de 2024, la OMPI acogerá la Conferencia Diplomática para la Celebración de un Instrumento Jurídico Internacional relativo a la Propiedad Intelectual, los Recursos Genéticos y los Conocimientos Tradicionales Asociados a los Recursos Genéticos, en su sede en Ginebra, Suiza.

En preparación a la conferencia se celebraron dos reuniones extraordinarias: una sesión especial llevada a cabo del 4 de septiembre al 8 de septiembre de 2023 y un Comité Preparatorio de la Conferencia Diplomática en septiembre y diciembre de 2023.

### 2022: Selección del proyecto
La selección del proyecto de texto que debía servir como base para las negociaciones del texto final del tratado recibió algunas críticas por parte de observadores de la sociedad civil. La Asamblea General de la OMPI de 2022 decidió que una versión breve del borrador denominado "texto del presidente", que había sido redactado por el embajador australiano Ian Gross, presidente del CIG en 2019, sería la base para las negociaciones del tratado. Antes de esa decisión, el texto que se esperaba que sirviera de base para las negociaciones era el "texto consolidado", un documento más completo en el que los Estados miembros del CIG habían estado trabajando por consenso durante años.
A diferencia del texto consolidado que abordaba los conocimientos tradicionales y las expresiones culturales tradicionales como tales, y las diferentes formas de propiedad intelectual, el texto del presidente se centró únicamente en los recursos genéticos y el sistema de patentes.
En agosto de 2023, India presentó una propuesta con una serie de enmiendas al texto del presidente, con el objetivo de volver a agregar algunos elementos del texto consolidado en la discusión.

### 2023: Sesión especial del CIG y Comité Preparatorio
La Sesión Especial que tuvo lugar del 4 al 8 de septiembre de 2023 revisó parte del texto del presidente que contiene artículos sustantivos. El Comité Preparatorio que se celebró la semana siguiente abordó las partes administrativas y de procedimiento del proyecto. En conjunto, estas dos reuniones dieron como resultado un borrador revisado, que sirve como base para las discusiones de la Conferencia Diplomática de 2024.
El Comité Preparatorio también adoptó un proyecto de Reglamento para la Conferencia Diplomática, así como una lista de invitados. El 13 de septiembre de 2023, el comité tuvo que suspender su sesión debido a la falta de presentación por parte de los Estados miembros de propuestas para acoger la Conferencia Diplomática. El 13 de diciembre, el comité se reunió nuevamente para adoptar la decisión de celebrar la Conferencia Diplomática en la sede de la OMPI en Ginebra, ante la falta de propuestas alternativas.

### 2024: Conferencia Diplomática y adopción del tratado
La Conferencia Diplomática fue convocada para llevarse a cabo en Ginebra, Suiza, entre el 13 y el 24 de mayo de 2024.  Ahí fue negociado y modificado el proyecto resultante de la Sesión Extraordinaria y del Comité Preparatorio, finalizando con la adopción del tratado denominado Tratado de la OMPI sobre Propiedad Intelectual, Recursos Genéticos y Conocimientos Tradicionales Asociados. Es el primer tratado de la OMPI que incluye, específicamente, disposiciones para los Pueblos Indígenas y las comunidades locales.
Dicho tratado entrará en vigor una vez que tenga 15 estados contratantes e instaurará un nuevo requisito para los solicitantes de patentes consistente en la obligación de divulgar cuando las invenciones estén basadas en recursos genéticos o conocimientos tradicionales asociados.
El tratado sobre Propiedad Intelectual, Recursos Genéticos y Conocimientos Tradicionales Asociados es a menudo denominado en inglés por su acrónimo "GRATK".